# Egon Spengler
Egon Spengler, mais creditado como Dr. Egon Spengler, é um personagem fictício da franquia Ghostbusters. Egon é um cientista Ph.D presente nos filmes Ghostbusters e Ghostbusters II, nas séries animadas The Real Ghostbusters e Extreme Ghostbusters, em vários jogos de videogames da franquia e na série de história em quadrinhos Ghostbusters: Legion.
Ele é membro de um grupo de cientistas que resolvem abrir uma empresa especializada em atividades paranormais chamada Ghostbusters (Caça-fantasmas, em português). Nos filmes, foi interpretado pelo ator Harold Ramis.

## Personagem
Alto, lacônico, desajeitado e usuário de óculos, Egon é membro de um grupo responsável por pesquisas paranormais. Viciado em ciência, ele é o criador dos equipamentos dos Caça-fantasmas ao lado do Dr. Ray Stantz, o que o faz ser o "cérebro" dos caça-fantasmas.
Egon é um sujeito frio e calculista. Geralmente, quando os outros membros do grupo não compreendem alguma situação ocorrida, recorrem a ele para uma explicação, mesmo que essa também não seja entendida em muitas vezes. Apesar de ser brilhante, não tem muita sociabilidade (como as demonstrações de interação entre ele e a personagem Janine Melnitz, que sempre o paquera). Quase sempre ele precisa da ajuda de Peter para falar pelo grupo.

### Dubladores
Nas versões americanas em animação, assim como no novo jogo de videogame que será lançado, Egon é sempre dublado por Maurice LaMarche. Nas versões brasileiras, incluindo os dois filmes e a animação The Real Ghostbusters, o personagem é dublado por Jorge Barcellos, sendo os três nos estúdios da BKS.

## Ghostbusters 1 e 2
Egon é o mais sério e objetivo membro do time. Dentre seus passatempos, ele menciona que coleciona "esporos, bolores e fungos", além de se mostrar fã do bolinho Twinkie, usando-o como "exemplo" para descrever a quantidade normal de energia psicocinética na área de Nova York.
No primeiro filme, ele mostra ter uma queda por bolos e doces. Ele também menciona que já tentou fazer uma auto-trepanação, mas foi impedido por Peter Venkman.

## The Real Ghostbusters
O cabelo de Egon na animação é um diferente do visto nos filmes. No filme, ele usa topete e cabelos nas cores castanho escuro, enquanto na animação, seu cabelo tem um tom loiro e uma forma esquisita, que lembra um "rocambole". Seu macacão é de cor verde-azulado, porém em vários capítulos aparece com um tom mais próximo do cinza.
Durante a série, ele descobre que é descendente de magos. Nutre um certo romance com a secretária Janine Melnitz (assim como acontece nos filmes), porém sua maneira desajeitada frustra muitas vezes os planos de Janine. No episódio "Cry Uncle" (Chore, Tio), é mencionado que Egon cresceu em Ohio.
Assim como nos filmes, ele é o cérebro do time, tomando as decisões sempre baseado em lógica e na ciência.

## Extreme Ghostbusters
Nessa nova série, Egon é o único remanescente dos antigos Ghostbusters. Seu cabelo continua loiro como na série animada anterior, porém mais comprido e amarrado em forma de "rabo-de-cavalo". Ele ainda vive no antigo edifício do corpo de bombeiros onde funciona o quartel general dos Caça-fantasmas, continuando com suas pesquisas sobre acontecimentos paranormais e dando aulas em uma universidade local. Quando começam a aparecer fantasmas na cidade novamente, Egon é forçado a recrutar quatro estudantes para auxiliá-lo como novos caça-fantasmas. Esses estudantes são Kylie Griffin, uma garota gênio e especialista em ocultismo. Eduardo Rivera, um latino cínico e relaxado, Garrett Miller, um jovem atleta de cadeira de rodas e Roland Jackson, um jovem gênio especialista em maquinaria. Seguindo o grupo ainda estão presentes Janine Melnitz, a ex-secretária dos caça-fantasmas que retorna ao antigo emprego e Geleia, o monstro de gosma verde, mascote do time.
Dessa vez Egon não participa mais da ação diretamente, funcionando como retaguarda do novo grupo, se comunicando com eles através de rádio.

## Videogames
Nos vários jogos lançados sobre a franquia, sempre o personagem é baseado no personagem dos filmes, interpretado por Harold Ramis, com características semelhantes.

## Ghostbusters: Legion
Na série em quadrinhos, o dr. Egon Spengler é o mesmo personagem do filme, especialista nos equipamentos do grupo e um dos principais a resolver o mistério da "Legião" da história do título.